# Senate House
Senate House è la sede del centro amministrativo dell'Università di Londra, situato nel cuore di Bloomsbury a Londra, immediatamente a nord del British Museum.
L'edificio Art déco fu costruito tra il 1932 e il 1937 come prima fase di un grande progetto incompiuto progettato per l'università da Charles Holden. Si compone di 19 piani ed è alto 64 metri.
Durante la seconda guerra mondiale, l'utilizzo dell'edificio da parte del Ministero dell'Informazione ispirò due opere di narrativa di scrittori inglesi. La prima, il romanzo di Graham Greene, The Ministry of Fear (1943), ha ispirato il film Il prigioniero del terrore, un adattamento cinematografico del 1944 diretto da Fritz Lang e ambientato a Bloomsbury. La descrizione del "Ministry of Truth" nel romanzo di George Orwell, Nineteen Eighty-Four (1949) evoca la Senate House. Sua moglie Eileen lavorava nell'edificio per il Dipartimento di censura del Ministero dell'Informazione.
Oggi l'edificio principale ospita i Central Academic Bodies e le attività dell'Università di Londra, tra cui gli uffici del vice-rettore dell'università, l'intera collezione della Senate House Library, sette dei nove istituti di ricerca della School of Advanced Study e i dipartimenti del fornitore di formazione a distanza dell'Università di Londra in tutto il mondo.

## Storia
Dopo la prima guerra mondiale l'Università di Londra, allora con sede presso l'Imperial Institute di Kensington, aveva urgente bisogno di nuovi uffici e spazi per l'insegnamento per consentirne la crescita e l'espansione. Nel 1921, il governo acquistò 4,5 ettari di terreno a Bloomsbury dal Duca di Bedford per fornire un nuovo sito all'università. Tuttavia, molti all'interno dell'università si opposero a questo acquisto, e nel 1926 il duca riacquistò il terreno. Tuttavia, l'elezione di William Beveridge alla carica di vice-rettore dell'università, nel giugno 1926, fu molto significativa poiché Beveridge sostenne il trasferimento a Bloomsbury. Convinse la Fondazione Rockefeller a donare 400.000 sterline all'università e il sito originale fu riacquistato nel 1927.

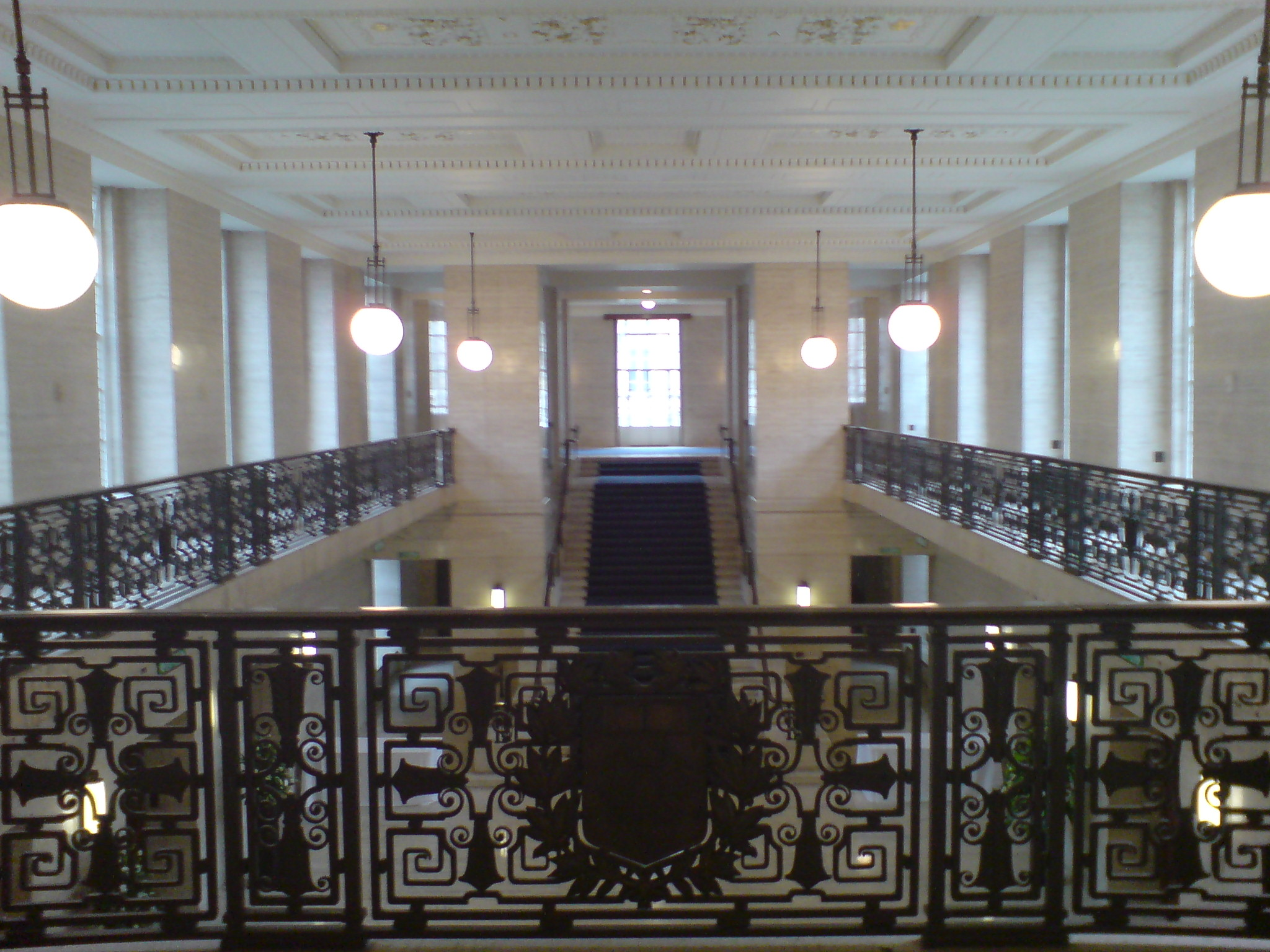
La Crush Hall della Senate House

Beveridge vedeva l'università come "per la nazione e per il mondo, attingendo dall'estero tanti studenti quanto Oxford e Cambridge e tutte le altre università inglesi messe insieme". e precisò che "il simbolo centrale dell'Università sul sito di Bloomsbury non può sembrare un'imitazione di nessun'altra università, non deve essere una replica del Medioevo. Dovrebbe essere qualcosa che non avrebbe potuto essere costruito da nessuna generazione precedente a questa, e può essere di casa solo a Londra... (l'edificio) significa un'opportunità per arricchire Londra, per dare a Londra nel suo cuore non solo più strade e negozi ... ma una grande caratteristica architettonica ... un'isola accademica in vorticose maree di traffico, un mondo di apprendimento in un mondo di affari."
Il grande design art déco fu opera di Charles Holden, che fu nominato architetto nel marzo 1931 da un breve elenco che comprendeva anche Giles Gilbert Scott, Percy Scott Worthington e Arnold Dunbar Smith.  Nel fare la loro scelta, Beveridge e il preside, Edwin Deller, vennero influenzati dal successo del 55 Broadway di Holden, da poco completato, progettato come sede della London Electric Railway e quindi l'edificio per uffici più alto di Londra.
Il progetto originale di Holden per l'edificio universitario prevedeva un'unica struttura che coprisse l'intero sito, che si estendeva per quasi 370 metri da Montague Place a Torrington Street. Comprendeva una spina centrale collegata da una serie di ali alla facciata perimetrale e racchiudeva una serie di cortili. Lo schema doveva essere sormontato da due torri; la Senate più alta e una più piccola a nord. Il progetto prevedeva elevazioni di mattoni portanti rivestite con pietra di Portland. La costruzione iniziò nel 1932 e fu intrapresa da Holland, Hannen &amp; Cubitts. Re Giorgio V pose la prima pietra il 26 giugno 1933 e il primo personale vi si trasferì nel 1936, anno del centenario dell'Università. Il 27 novembre 1936, un gruppo di funzionari universitari, guidati dal preside, Sir Edwin Deller, uscì per ispezionare i lavori in corso. Improvvisamente, senza preavviso, una tavola spinta da un operaio cadde accidentalmente sopra la testa del gruppo. Vennero tutti portati d'urgenza all'University College Hospital, dove tre giorni dopo Deller morì per le ferite riportate. A causa della mancanza di fondi, il progetto completo fu gradualmente ridotto e solo la Senate House e la Biblioteca furono completate nel 1937, e le ali laterali esterne del cortile nord-orientale non furono costruite. Come aveva fatto con i suoi edifici precedenti, Holden preparò anche i progetti per i singoli elementi del design degli interni. Seguì il completamento degli edifici per l'Istituto di Educazione e la Scuola di Studi Orientali, ma l'inizio della seconda guerra mondiale impedì ulteriori progressi sul progetto completo.

### Opinione critica

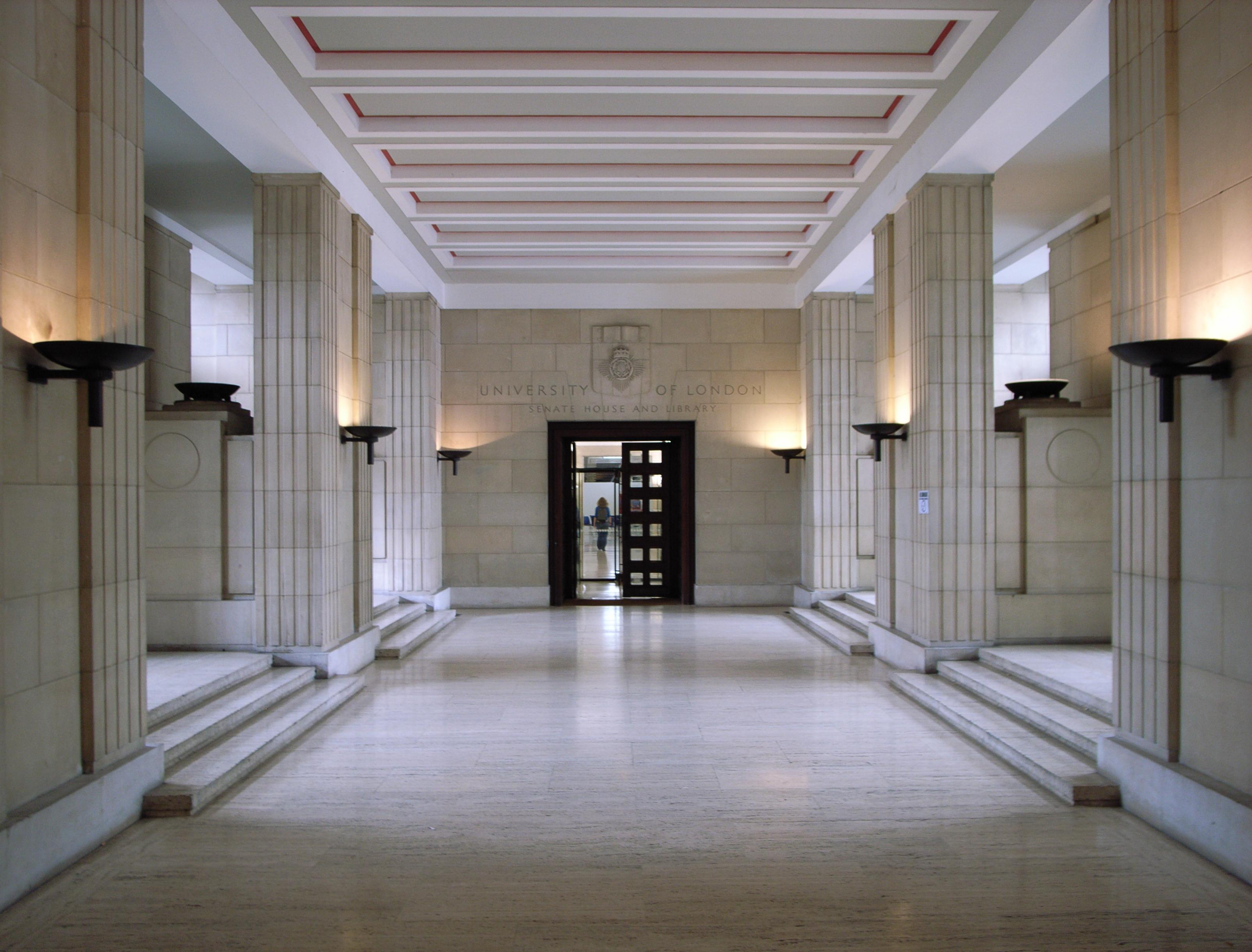
Ingresso della Senate House

Il carattere architettonico e le dimensioni dell'edificio ricevettero critiche sia positive che negative sin dalla sua costruzione. Steen Eiler Rasmussen, un amico di Holden, commentò che, con il design espansivo, "l'Università di Londra sta inghiottendo sempre più vecchie case, e questo quartiere, che il Duca di Bedford ha disposto per buone case domestiche, ha assunto un carattere completamente diverso". Evelyn Waugh, in Put Out More Flags (1942), lo descrive come "la vasta mole dell'Università di Londra che insulta il cielo autunnale".
Commenti positivi vennero dall'architetto funzionalista Erich Mendelsohn nel 1938, che scrisse a Holden  "sono molto preso e convinto che non ci sia edificio più bello a Londra". Lo storico dell'architettura Arnold Whittick ha descritto l'edificio come una "massiccia piramide statica ... ovviamente progettata per durare per mille anni", ma ha pensato che "l'interno è più piacevole dell'esterno. C'è essenzialmente l'atmosfera di dignità, serenità e riposo che si associa all'architettura dell'antica Grecia." Nikolaus Pevsner era meno entusiasta. Descrisse il suo stile come "modernismo stranamente semi-tradizionale e indeciso" e riassunse il risultato: "Il design certamente non possiede il vigore e l'immediatezza delle stazioni della metropolitana più piccole di Charles Holden". Altri lo hanno descritto come stalinista o come totalitario a causa delle sue grandi dimensioni.
Holden riconobbe che il suo stile architettonico lo poneva in "una posizione piuttosto curiosa, non del tutto alla moda e non del tutto fuori di essa; non abbastanza tradizionalista per compiacere i tradizionalisti e non abbastanza modernista per compiacere i modernisti".

### Oggi

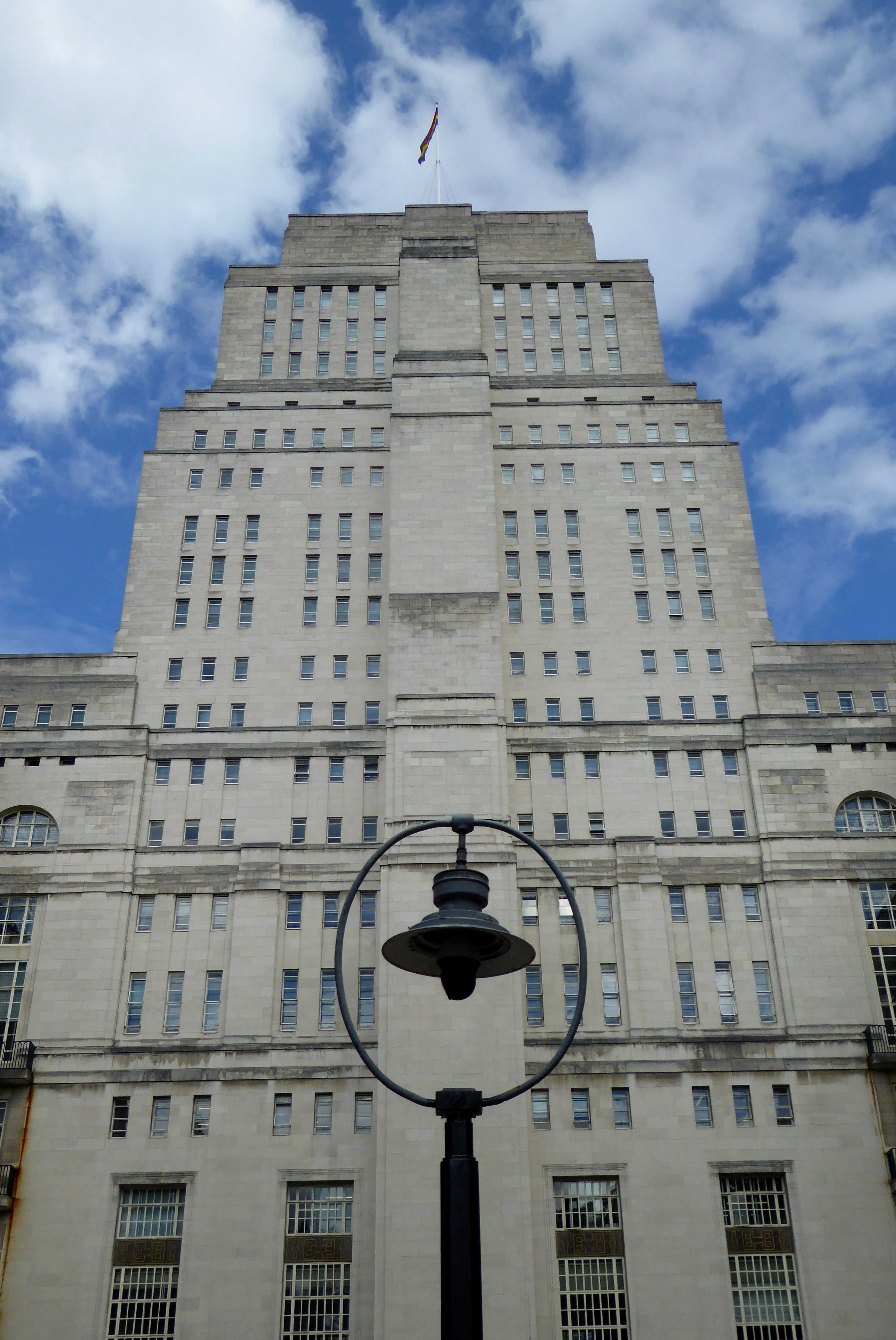
La torre della Senate House vista dal basso

Senate House rimane un punto di riferimento importante in tutta Bloomsbury ed è visibile da una certa distanza. L'edificio è stato classificato come Grade II* nel 1969. A seguito di una ristrutturazione multimilionaria, nel 2006, la Senate House è diventata anche un luogo per conferenze ed eventi che ospita alcuni degli eventi più prestigiosi della città, tra cui la Settimana della moda di Londra.
A seguito dell'allentamento delle regole nel Regno Unito sullo status di università sotto il governo Major e delle conseguenti sollecitazioni verso la piena indipendenza dei più grandi college della London University, il futuro della Senate House e della sua biblioteca è stato di volta in volta messo in discussione. Tuttavia rimane, e continua ad essere, la sede sia del vice-rettore dell'Università di Londra, sia delle profonde risorse della biblioteca universitaria; infatti, ha riaperto nel 2006 dopo aver subito una ristrutturazione per portarla agli standard moderni e ripristinare alcuni degli interni originali di Holden.
Alcune scuole di college costituenti, come la Birkbeck School of Computer Science and Information Systems (fino al 2010) e la School of Advanced Study (il centro nazionale del Regno Unito per la facilitazione e la promozione della ricerca nelle scienze umane e sociali) sono o erano con sede nell'edificio. La School of Oriental and African Studies si è trasferita nel blocco nord dal 2016.
L'ingresso principale è da Malet Street a ovest e l'ingresso posteriore da Russell Square a est.
Negli ultimi anni, è stata associata a controversie in materia di relazioni industriali di alto profilo. Nel dicembre 2018 è iniziato un boicottaggio dell'Università di Londra, inclusa la Senate House, organizzato dall'Unione dei lavoratori indipendenti della Gran Bretagna e sostenuto da numerosi politici, giornalisti e accademici di alto profilo, tra cui John McDonnell, Owen Jones, Ken Loach e David Graeber. Questa campagna di 'azione diretta' mira a fare pressione sull'Università di Londra per riportare i lavoratori "esterni" nel mondo del lavoro dell'Università, prendendo di mira quella che è una delle principali fonti di prestigio e reddito per l'università. Oggi, il boicottaggio è ancora in atto, con centinaia di eventi durante l'anno accademico 2018-2019 cancellati o trasferiti e oltre 350 singoli accademici, nonché un certo numero di filiali dell'UCU, tutti firmatari della campagna. A maggio 2019 sono stati assunti addetti alla ricezione, facchini e addetti alle postazioni e alle apparecchiature audiovisive (AV) come personale dell'Università di Londra, seguiti dalle guardie di sicurezza nel maggio 2020. Gli addetti alle pulizie dovrebbero tornare in azienda nel novembre 2020.

## Biblioteca della Senate House

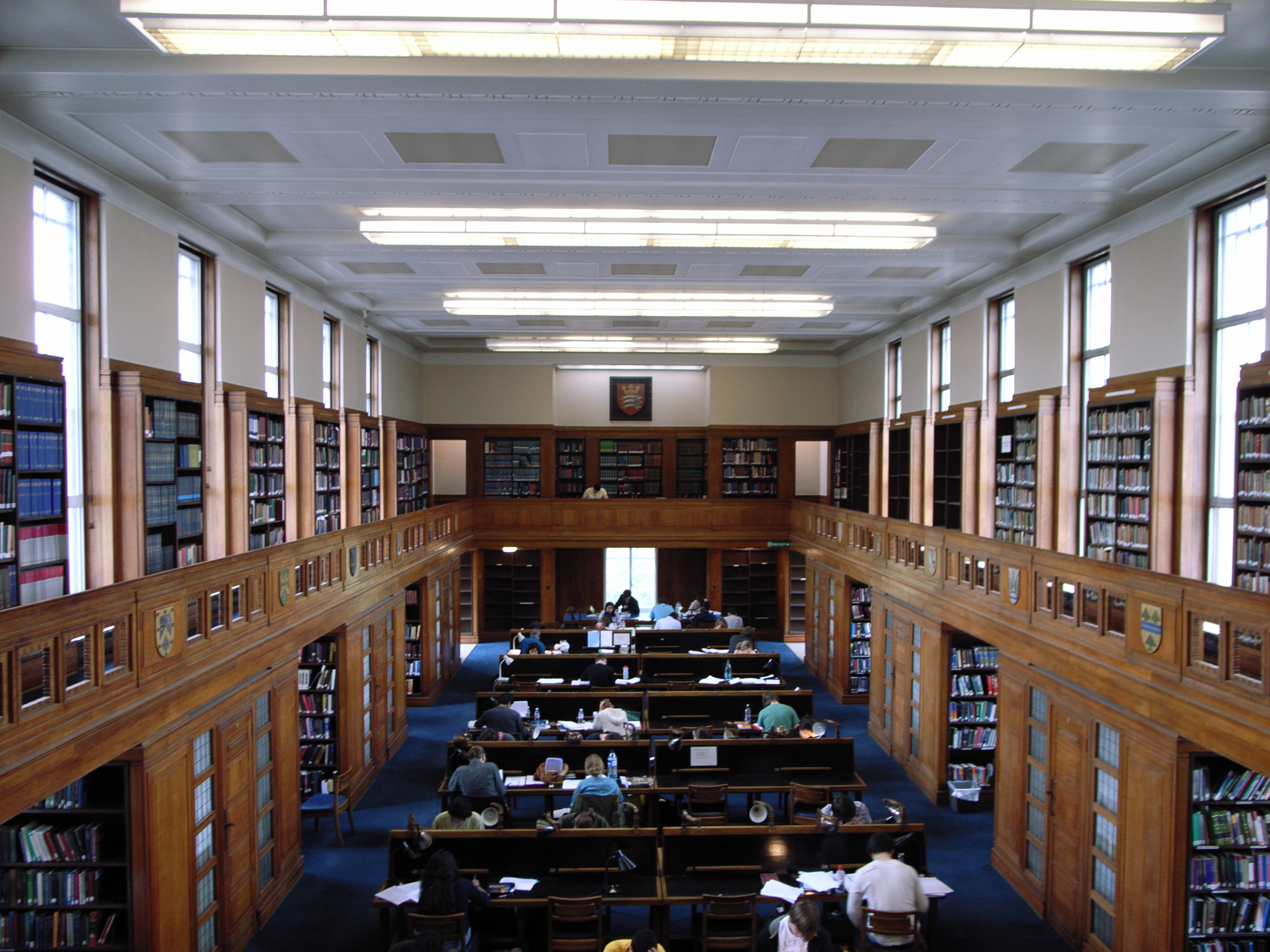
Biblioteca della Senate House

La Biblioteca del Senate House (precedentemente nota come Biblioteca dell'Università di Londra) occupa dal quarto al diciottesimo piano dell'edificio, con le aree pubbliche dal quarto al settimo piano. La biblioteca è aperta al personale e agli studenti di tutti i college all'interno dell'università (sebbene i livelli di accesso differiscano tra le istituzioni) e contiene materiale relativo principalmente alle materie artistiche, umanistiche e delle scienze sociali.
La biblioteca è amministrata dall'università centrale nell'ambito delle biblioteche del Senato e nel 2005 contava più di 32.000 utenti registrati. Contiene circa tre milioni di volumi, inclusi 120.000 volumi stampati prima del 1851. La biblioteca iniziò con la fondazione dell'Università di Londra nel 1836, ma si sviluppò dal 1871 quando fu avviato un fondo librario.
Oltre all'abbonamento a oltre 5.200 riviste, altre risorse includono la Biblioteca di letteratura economica degli orafi e la collezione di manoscritti dell'Europa occidentale della sala di Paleografia. La biblioteca contiene anche oltre 170.000 tesi di studenti laureati. Dal 2006 in poi, la biblioteca è stata oggetto di un completo processo di ristrutturazione.
La biblioteca è anche sede degli archivi dell'Università di Londra, che comprendono l'archivio centrale dell'università stessa e molte altre collezioni, tra cui le carte del riformatore sociale Charles Booth, del filosofo Herbert Spencer, dell'attrice emistica Florence Farr, dell'autore e artista Thomas Sturge Moore, dello scrittore Opal Whiteley, e della casa editrice Gerald Duckworth and Company Ltd.

## Nella cultura popolare

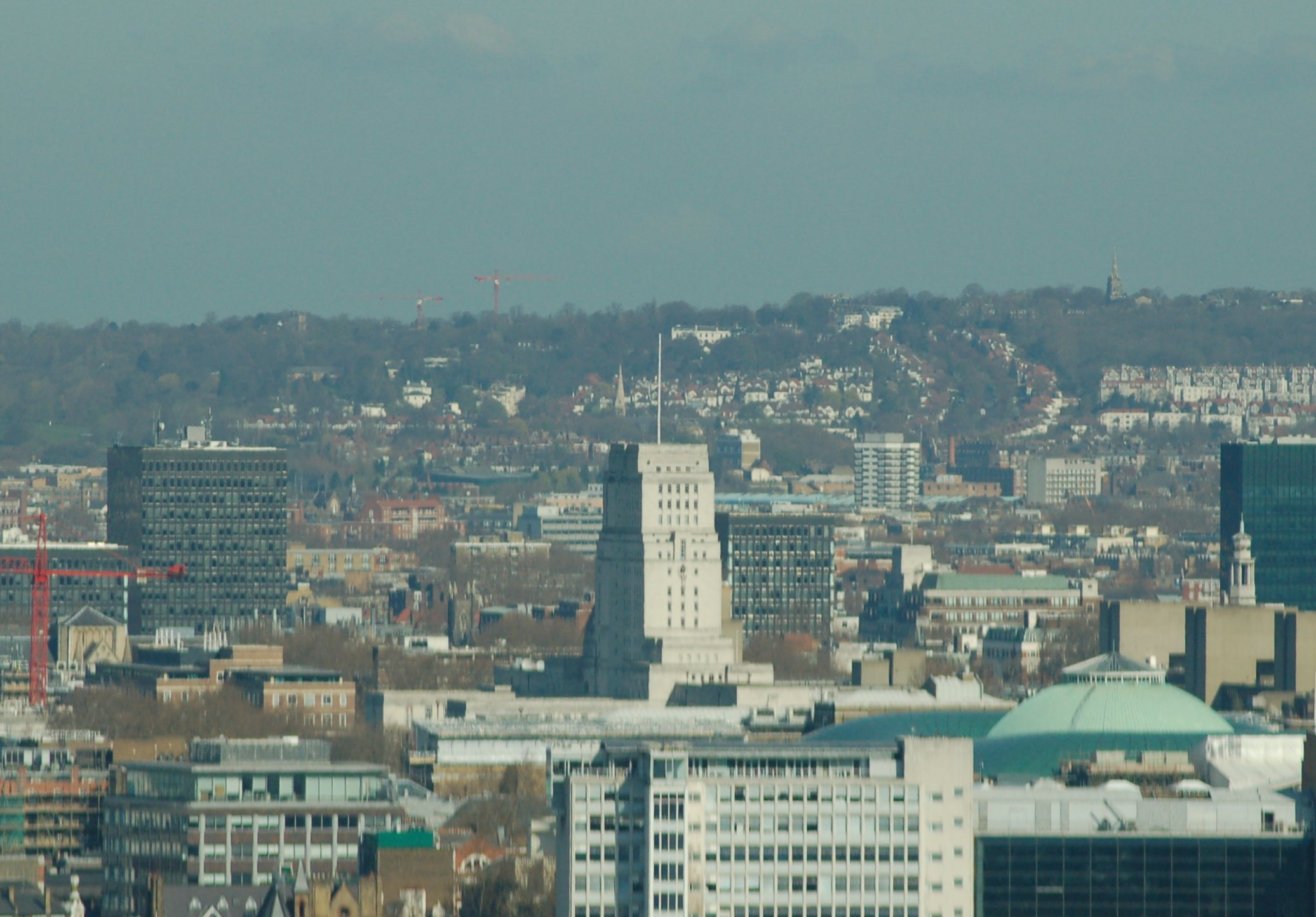
Vista della Senate House dal London Eye

Grazie alla sua imponente architettura, la Senate House è popolare tra le industrie cinematografiche e televisive come location per le riprese; spesso per edifici ufficiali.
I film che hanno utilizzato l'edificio includono la versione del 1995 di Richard III (interno di un edificio governativo), il film del 1984 Nineteen Eighty-Four (esterno del condominio in cui vive O'Brien), Blue Ice (un hotel), Spy Game (ingresso del quartier generale della CIA), Batman Begins (ingresso di un tribunale), The Dark Knight Rises (un ballo in maschera), Tata McPhee e il Big Bang (un ufficio di guerra), Fast & Furious 6 (Quartier generale dell'Interpol di Mosca), Jack Ryan: Shadow Recruit (ristorante di Mosca), No Time to Die (ricezione dell'MI6) e The 355 (un casinò di Shanghai).
Per la televisione, l'edificio è apparso in Jeeves and Wooster (l'esterno del condominio di Wooster a Manhattan), The Day of the Triffids (come se stesso) tra gli altri programmi, così come nella prima stagione di Killing Eve.